# أفانيوس سرحاني
أفانيوس سرحاني (الاسم العلمي: Aphanius sirhani) هو نوع من الأسماك ضمن فصيلة البطحيشية، حيثُ يستوطن في محمية الأزرق في الأردن.